# Жанааул (Западно-Казахстанская область)
Жанааул (каз. Жаңаауыл, до 1993 г. — Криушино-канава) — упразднённое село в Таскалинском районе Западно-Казахстанской области Казахстана. Входило в состав Чижинского сельского округа. Ликвидировано в 200? г.

## Население
По данным переписи 1999 года, в селе проживало 53 человека (26 мужчин и 27 женщин).